# Wiktor Markiefka
Wiktor Adam Markiefka (ur. 10 grudnia 1901 w Świętochłowicach, zm. 3 stycznia 1991 tamże) – polski górnik, piłkarz, przodownik pracy, poseł na Sejm PRL I kadencji.

## Życiorys
Pracował jako górnik w kopalni „Matylda”, a następnie „Polska”, jednocześnie przed II wojną światową udzielając się jako zawodnik i działacz w klubie piłkarskim Śląsk Świętochłowice. W pierwszoligowym sezonie 1928 rozegrał 17 spotkań i zdobył 5 bramek. W 1930 jako gracz RKS Hajduki został dożywotnio zdyskwalifikowany po zaatakowaniu bramkarza 1.FC Katowice Jerzego Burka.
Po wojnie był jednym z najbardziej znanych przodowników pracy, przerabiając 577 proc. normy i będąc w latach 1948–1952 inicjatorem nowej formy współzawodnictwa pracy – długofalowego zobowiązania produkcyjnego. W latach 1952–1956 piastował mandat bezpartyjnego posła na Sejm (drugi w historii piłkarz, po Władysławie Krupie).
Był także jednym z bohaterów Polskiej Kroniki Filmowej z 15 lutego 1950, w której przedstawiano jego apel do górników. Znany był również jako zagorzały kibic Ruchu Chorzów. Przypisywano mu między innymi, iż to za jego sprawą Gerard Cieślik po powołaniu do wojska nie został zabrany z Ruchu Chorzów do Legii Warszawa.

## Wybrane odznaczenia
- Order Budowniczych Polski Ludowej (1951)
- Order Sztandaru Pracy I klasy[3]
- Krzyż Oficerski Orderu Odrodzenia Polski (1951)[6]
- Złoty Krzyż Zasługi[3]